# Patagotitan
Patagotitan är ett släkte av sauropoder från Cerro Barcino-formationen i Chubut-provinsen i Patagonien, Argentina. Patagotitan innehåller en ensam art Patagotitan mayorum, först dokumenterad 2014 och därefter validerad och namngiven under 2017 av José Carballido med kolleger.

## Beskrivning

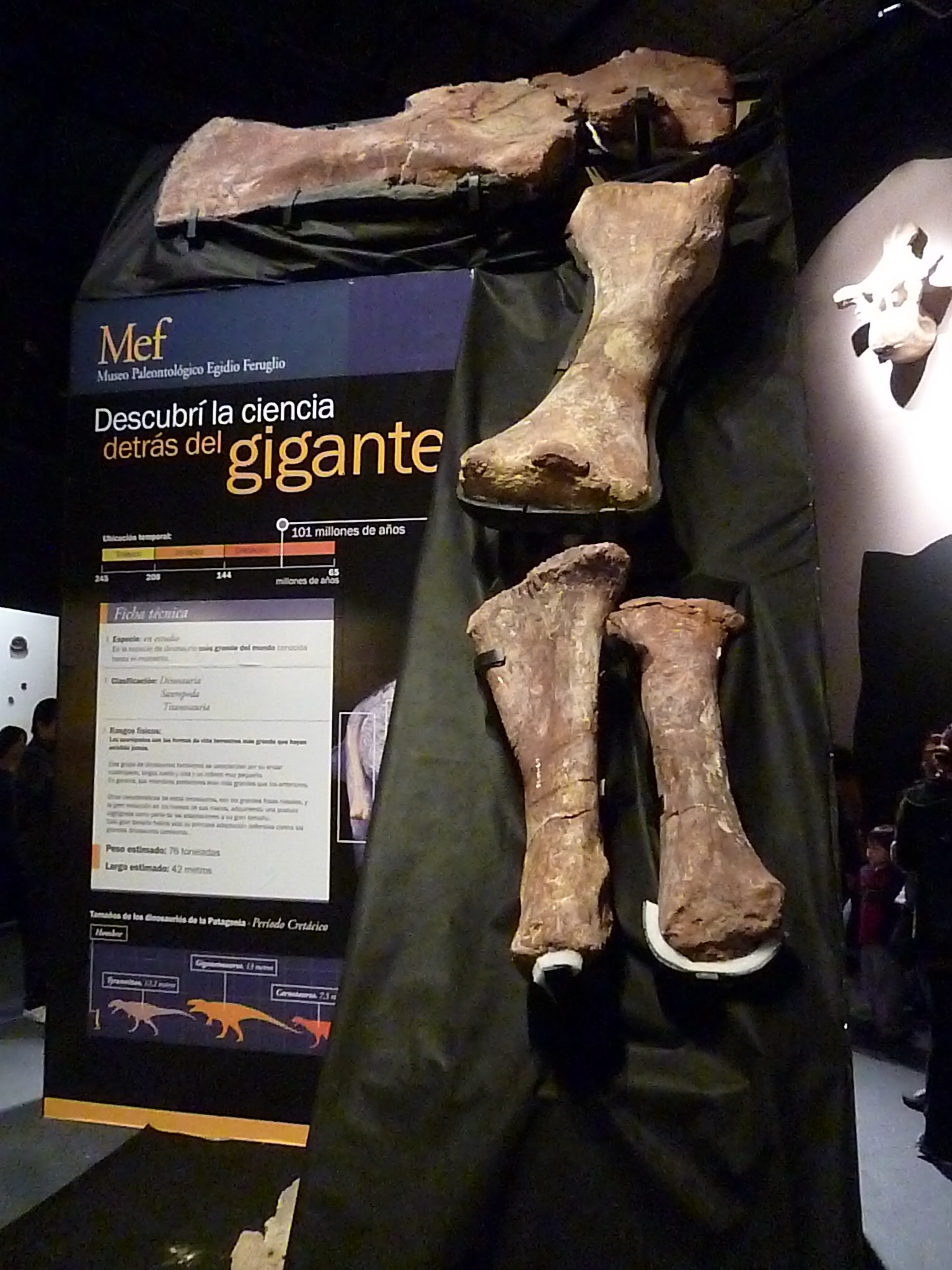
Lårben vid Museo Egidio Feruglio de Trelew, Chubut.

Efter publicering av artikeln, rapporterade LiveScience att Patagotitan var 37 meter lång och ska ha vägt 62 ton - och webbsajten phys.org rapporterade att Patagotitan var 37 meter lång med en vikt på 69 ton, vilket skulle göra den viktmässigt lite mindre än Argentinosaurus. Patagotitans lårben är 238 cm långt och har en omkrets på omkring 110 cm, alltså ett tunnare lårbens än det på Argentinosaurus.

## Fynd och navngivning
Fossil av dinosaurien upptäcktes först 2011 av en bonde i öknen nära La Flecha i Argentina, omkring 250 km väster om Trelew i provinsen Chubut i Patagonien. 
Utgrävningen gjordes av paleontologerna från det lokala museet i Trelew, utgrävningsledare var Jose Luis Carballido och Diego Pol, delvis finansierade av The Jurassic Foundation. Fynd gjordes av sju inkompletta skelett, bestående av omkring 150 ben som beskrevs vara i "anmärkningsvärt gott skick".

## Paleontologi
Patagotitan levede under tidig krita, mellan 95 och 100 miljoner år sedan, i det då skogbeklädda Patagonien, dömt av de lager benen grävts fram ur.

## Galleri

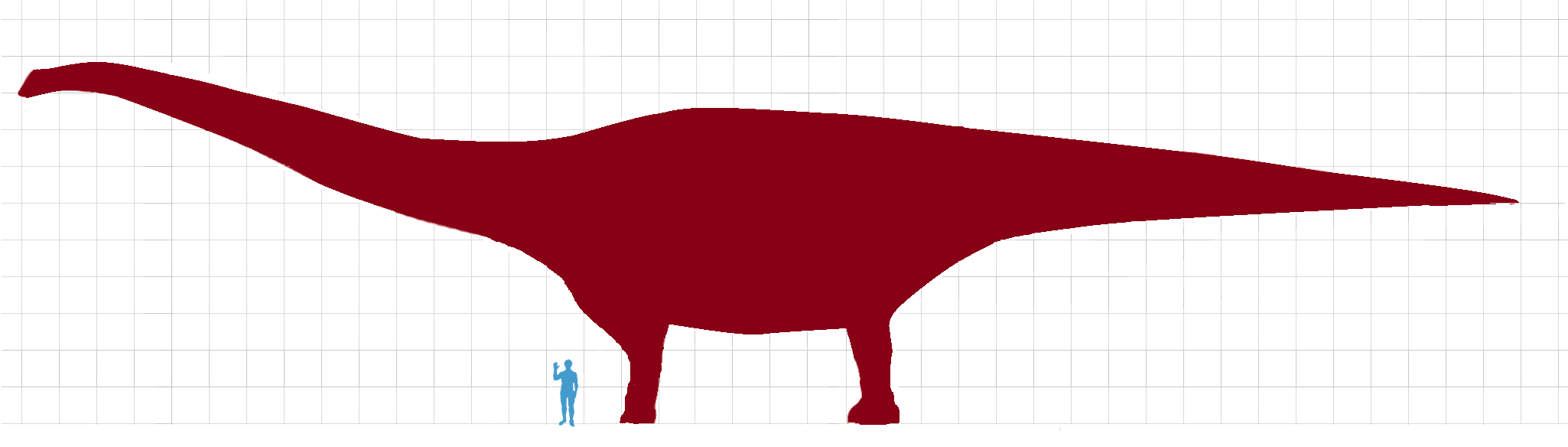
Storlek i jämförelse med en människa